# Talviyö Tour
Es la gira número 13 que realiza la banda de metal sinfónico Sonata Arctica. Comenzó el 6 de septiembre de 2019. Se realiza para presentar su nuevo disco que se llama Talviyö. Es el primer disco en tres años desde el lanzamiento del álbum The Ninth Hour, del año 2016. Arrancaron con 34 shows por Estados Unidos y Canadá, para luego volver a Europa con shows en Suecia y Dinamarca, además de su país de origen. Durante el mes de noviembre siguieron con varios shows por Alemania y varios países más hasta seguir por otros destinos como Bulgaria, Rumania y otros países. Actualmente, la gira de presentaciones de este nuevo disco se encuentra en desarrollo.

## Lanzamiento del disco y gira

### 2019
El 6 de septiembre sale el nuevo disco, que se titula Talviyö. Es el sucesor de su disco anterior. El significado en español es Noche de invierno. Consta de 11 temas y sus productores fueron Mikko Tegelmann y la mismísima Sonata Arctica. Ese día comenzaron una extensa gira de 34 shows por Estados Unidos y Canadá. La misma duró hasta el 18 de octubre. El 6 de noviembre dieron un concierto en Pakkahuone, y al día siguiente en The Circus, ya de regreso a Finlandia. El 8 de noviembre dieron un concierto en el Peurunka Areena, y después en Rauhalahti. El 11 de noviembre volvieron a Suecia para tocar en Kraken. Los días 12 y 13 de noviembre dieron dos shows en Noruega, y tuvieron lugar en Parkteatret y Byscenen. El 15 de noviembre volvieron otra vez a Suecia para dar un show en Folkets Park. El 16 de noviembre volvieron otra vez a Dinamarca para tocar en Train. Entre el 17 y 19 de noviembre regresaron a Alemania para dar otros nuevos conciertos. El 21 de noviembre volvieron a Eslovaquia para tocar en Dom Kultúry Zvolen, y el 22 de noviembre tocaron en Rumania para dar un recital en Form Space. El 23 de noviembre tocaron en el Music Jam Club. Dos días después tocaron otra vez en Hungría, en un concierto que se desarrolló en Barba Negra Music Club. El 26 de noviembre volvieron a Austria para tocar otra vez en Szene. Al día siguiente dieron otro nuevo concierto en Z7 Konzertfabrik, con fecha del 27 de noviembre. Los días 29 y 30 de noviembre dieron dos shows en Italia que se desarrollaron en Hall y Live Club. Los días 1 y 2 de diciembre tocaron otra vez en Francia, y las sedes fueron Ninkasi Kao y La Machín du Mouline Rouge. Los días 4 y 5 de diciembre dieron dos shows en España, y tuvieron lugar en Sala Mon Live y Salamandra. El 6 de diciembre regresaron a Francia para participar en la primera edición del Festival Noel de Limoges, desarrollado en el CCM John Lennon. El 7 de diciembre regresaron a Bélgica para dar un concierto en De Leest. El 8 de diciembre regresaron a Francia otra vez para tocar en Chez Paulette. El 11 de diciembre volvieron al Reino Unido para dar un concierto en The Electric Ballroom. El 12 de diciembre volvieron otra vez a los Países Bajos para tocar en Poppodium 013, como ya es costumbre. Los días 13 y 14 de diciembre volvieron nuevamente a Alemania para tocar en Markthalle y Matrix. Y así despidieron el año.

### 2020
Comienzan un nuevo año de trayectoria tocando el 24 de enero en el Club Teatria. El 25 de enero dieron un nuevo concierto en Tuiskula. El 31 de enero tocaron en Sibeliustalo. El 1 de febrero hicieron lo suyo en Sellosali, y el 7 de febrero tocaron en Logomo. El 13 de febrero dieron un show en Hyvinkääsali. El 14 de febrero tocaron en el Holiday Club Saimaa Areena. El 15 de febrero tocaron en Kerubi. El 21 de febrero tocaron en el Club Teatria. El 22 de febrero volvieron a tocar otra vez en Rytmikorjaamo.

## Conciertos
- 06/09/2019 - O'Malley's Sports Bar, Margate
- 07/09/2019 - The Abbey, Orlando
- 08/09/2019 - The Underground, Charlotte
- 10/09/2019 - The Filmore Silver Spring, Silver Spring
- 11/09/2019 - The Theatre of Living Arts, Filadelfia
- 13/09/2019 - The Palladium, Worcester
- 14/09/2019 - PlayStation Theater, Nueva York
- 15/09/2019 - Club Soda, Montreal
- 16/09/2019 - Imperial Bell, Quebec
- 18/09/2019 - The Phoenix Concert Theatre, Toronto
- 19/09/2019 - Harpo's, Detroit
- 20/09/2019 - Agora, Cleveland
- 21/09/2019 - Patio Theatre, Orlando
- 23/09/2019 - Amsterdam Bar and Hall, St. Paul
- 24/09/2019 - The Truman, Kansas
- 25/09/2019 - Odgen Theatre, Denver
- 26/09/2019 - The Complex, Salt Lake City
- 28/09/2019 - The Starlite Room, Edmonton
- 29/09/2019 - The Marquee Room, Calgary
- 01/10/2019 - Venue, Vancouver
- 02/10/2019 - Neptune Theatre, Seattle
- 04/10/2019 - Palace of Fine Arts Theatre, San Francisco
- 05/10/2019 - City National Grove of Anaheim, Anaheim
- 06/10/2019 - Marquee Theatre, Tampa
- 08/10/2019 - Canton Hall, Dallas
- 09/10/2019 - The Ready Room, St. Louis
- 11/10/2019 - Heaven @The Masquerade, Atlanta
- 12/10/2019 - Jannus Live, St. Petersburg
- 13/10/2019 - Motorco Music Hall, Durham
- 14/10/2019 - Music Farm, Charleston
- 16/10/2019 - Baltimore Soundstage, Baltimore
- 17/10/2019 - Upstate Concert Hall, Clifton Park
- 18/10/2019 - Webster Theater, Hartford
- 06/11/2019 - Pakkahuone, Tampere
- 07/11/2019 - The Circus, Helsinki
- 08/11/2019 - Peurunka Areena, Laukaa
- 09/11/2019 - Rauhalahti, Kuopio
- 11/11/2019 - Kraken, Estocolmo
- 12/11/2019 - Parkteatret, Oslo
- 13/11/2019 - Byscenen, Trondheim
- 15/11/2019 - Folkets Park, Trollhättan
- 16/11/2019 - Train, Aarhus
- 17/11/2019 - Bi Nuu, Berlín
- 18/11/2019 - MS Connexion Complex, Mannheim
- 19/11/2019 - Hellraiser, Leipzig
- 21/11/2019 - Dom Kultúry Zvolen, Zvolen
- 22/11/2019 - Form Space, Cluj-Napoca
- 23/11/2019 - Music Jam Club, Sofía
- 25/11/2019 - Barba Negra Music Club, Budapest
- 26/11/2019 - Szene, Viena
- 27/11/2019 - Z7 Konzertfabrik, Pratteln
- 29/11/2019 - Hall, Padua
- 30/11/2019 - Live Club, Trezzo sull'Adda
- 01/12/2019 - Ninkasi Kao, Lyon
- 02/12/2019 - La Machine du Mouline Rouge, París
- 04/12/2019 - Sala Mon Live, Madrid
- 05/12/2019 - Salamandra Disco, L'Hospitalet de Llobregat
- 06/12/2019 - CCM John Lennon, Limoges
- 07/12/2019 - De Leest, Izegem
- 08/12/2019 - Chez Paulette, Pagney-derrière Barine
- 11/12/2019 - The Electric Ballroom, Londres
- 12/12/2019 - Poppodium 013, Tilburgo
- 13/12/2019 - Markthalle, Hamburgo
- 14/12/2019 - Matrix, Bochum
- 24/01/2020 - Club Teatria, Tornio
- 25/01/2020 - Tuiskula, Nivala
- 31/01/2020 - Sibeliustalo, Lahti
- 01/02/2020 - Sellosali, Espoo
- 07/02/2020 - Logomo, Turku
- 08/02/2020 - Verkatehdas, Hämmeenlinna
- 13/02/2020 - Hyvinkääsali, Hyvinkää
- 14/02/2020 - Holiday Club Saimaa Areena, Saimaa
- 15/02/2020 - Kerubi, Joensuu
- 21/02/2020 - Club Teatria, Oulu
- 22/02/2020 - Rytmikorjaamo, Seinäjoki
- 05/06/2020 - Sweden Rock, Sölvesborg
- 06/06/2020 - Rockfest, Tampere
- 07/06/2020 - Metalfest Open Air, Plzen-Mesto
- 26/06/2020 - Rock Am Hartsfeldsee, Dischingen
- 27/06/2020 - Rock in the City, Rauma
- 02/07/2020 - Big Gun Festival, Pereslavl Zalesskiy
- 10/07/2020 - Rock in the City, Kouvola
- 17/07/2020 - Rock in the City, Rovaniemi
- 24/07/2020 - Runnirock, Iisalmi
- 25/07/2020 - Down by the Laituri, Turku
- 30/07/2020 - Kuopiorock, Kuopio
- 31/07/2020 - Satama Open Air 2020, Kemi
- 01/08/2020 - Porispere, Pori
- 07/08/2020 - Rock in the City, Joensuu
- 08/08/2020 - Vaasa Festival, Vaasa
- 12/08/2020 - Havana Music Club, Tel Aviv-Yafo
- 14/08/2020 - Summer Breeze Open Air, Dinkelsbühl
- 23/09/2020 - Full Metal Cruise 2020, Kiel
- 06/11/2020 - Mister Rock, Belo Horizonte
- 07/11/2020 - Toinha Brasil Show, Brasilia
- 08/11/2020 - Tork N' Roll, Curitiba
- 10/11/2020 - Opiniao, Porto Alegre
- 11/11/2020 - John Bull Pub, Florianópolis
- 13/11/2020 - Circo Voador, Río de Janeiro
- 14/11/2020 - Bar Mountain, Limeira
- 15/11/2020 - Audio, Sao Paulo
- 17/11/2020 - El Teatro Flores, Dyn
- 19/11/2020 - Teatro Teletón, Santiago de Chile
- 20/11/2020 - Puerto Montt Arena, Puerto Montt
- 22/11/2020 - Pepper's Club, San José

## Formación durante la gira
- Tony Kakko - Voz
- Tommy Portimo - Batería
- Pasi Kauppinen - Bajo
- Henrik Klingenberg - Teclado
- Elias Viljanen - Guitarra